# Der Zug (1988)
Der Zug ist ein italienisch-französisch-deutsch-österreichischer Fernsehfilm des Regisseurs Damiano Damiani aus dem Jahr 1988. In Deutschland wurde er erstmals als zweiteiliger Fernsehfilm im Februar 1990 gezeigt.

## Handlung
Die Handlung des Films spielt während des Ersten Weltkrieges im Jahre 1917. Das Deutsche Reich kämpft an zwei Fronten, im Westen und im Osten. In dieser Situation wendet sich ein Exilrusse an den deutschen Generalstab: Lenin, der russische Revolutionär, der im Schweizer Exil in Zürich lebt, soll in seine Heimat zurückkehren dürfen, um eine erfolgreiche Umwälzung der politischen Bedingungen im Russischen Kaiserreich herbeizuführen. Der Vorschlag wird in die Tat umgesetzt. Lenin besteigt mit einer Gruppe exilierter Revolutionäre einen Sonderzug und fährt von der Schweiz durch Deutschland und Schweden nach Petrograd. Während der Fahrt des Zuges diskutiert Lenin mit den Mitreisenden seine politischen Vorstellungen.

## Hintergrund
Der Film schildert ein historisches Ereignis, die Reise Lenins im plombierten Wagen mit Inès Armand und Nadeschda Krupskaja aus der Schweiz nach Petrograd.
Anders als in Sergei Jutkewitschs Lenin in Paris, bei dem die Zensoren die Liebesgeschichte zwischen Lenin und „Inessa“ verboten hatten, widmet sich Damiano Damianis Film dieser Beziehung.

### Drehorte
Der Film wurde zum Großteil in Wien und Umgebung gedreht, einer der Drehorte war ein Innenhof des Wiener Rathauses. Man erkennt in den Bahnhofs-Szenen während der Abfahrt die Bahnsteige der Wiener Stadtbahn mit den typischen gusseisernen Jugendstil-Gittern von Otto Wagner. 
Bei den im Film zu sehenden Eisenbahnfahrzeugen handelt es sich größtenteils um altösterreichische Lokomotiven und Waggons, der namensgebende Zug besteht aus der 2´D-Schnellzugslok 33.132 der Österreichischen Bundesbahnen (Baujahr 1925) sowie einem ehemals preußischen Schnellzugwagen und einem ebensolchen Gepäckwagen. Später reist Lenin in einer von einer ÖBB 77 gezogenen Garnitur, welche u. a. aus einem Vierachser der k.k. Staatsbahnen besteht. Einer der Drehorte war der historische Bahnhof Tattendorf an der Aspangbahn sowie das Gelände der ehemaligen Zugförderung Wien Ost, als Kulissen für die russische Grenzstation und den Bahnhof Petrograd diente das Eisenbahnmuseum Strasshof nördlich von Wien. In diesen Szenen sieht man zahlreiche österreichische Eisenbahnfahrzeuge, darunter Lokomotiven der Baureihen ÖBB 297 (eine Zahnradlok), ÖBB 91 und einige Spantenwagen aus den 1950er Jahren im Hintergrund. 
Die Szenen am Schiffsdeck wurden auf dem Donauraddampfer Schönbrunn gedreht, das markante Ruderhaus ist im Hintergrund zu sehen.

## Kritik
„Mit großem Aufwand und internationalen Stars inszenierter Film, der sich um die genaue Rekonstruktion dieser ‚historischen Zugfahrt‘ bemüht. Ben Kingsley gibt als Lenin eine faszinierend differenzierte Darstellung.“

Der Spiegel schrieb anlässlich der Fernseherstausstrahlung im ZDF von einem „gewaltigen Historienschinken“ mit einem „ständig diskutierenden Lenin“.